# Big Elk
Big Elk, cuyo nombre real era Ontopanga (1765-1846), fue durante muchos años el jefe principal de la tribu omaha en la parte superior del río Misuri. Es famoso por el discurso que dio en el funeral del jefe Búfalo Negro, en 1813.
Big Elk dirigió a su pueblo en una época de grandes cambios: lidió con la invasión del hombre blanco, con la guerra contra los sioux y con la llegada de enfermedades afroeuropeas al continente. Pertenece al reducido grupo de líderes tribales nativo americanos que prefirió establecer una buena relación con los líderes europeos y estadounidenses a enemistarse con ellos. Lo hizo con el ánimo de evitar una confrontación directa con los invasores. Pese a ello, fue a menudo traicionado por el gobierno estadounidense.

## Historia
Ontopanga luchó para proteger a sus pueblo del acercamiento europeo, pero más intensamente, de la guerra contra los sioux. Las epidemias de viruela diezmaron radicalmente su población. Como admirador en cierto modo de los aspectos de vida europeos, hizo alianzas estratégicas mediante el matrimonio de sus dos hijas, casando a ambas con tramperos y empresarios blancos. Su hija Mitain se casó de esta manera con el empresario español y agente indio Manuel Lisa, con quien se sabe que tuvo al menos dos hijos.  Durante la guerra Guerra de 1812, Ontopanga prestó ayuda al gobierno estadounidense. Su nieto Logan Fontenelle y el propio Manuel Lisa fueron claves para mantener la paz en el territorio ocupado por los omaha. En 1843 Ontopanga designó a su hijo adoptivo Joseph LaFlesche como su sucesor; LaFlesche era un mestizo mitad omaha y mitad franco-canadiense.

## Matrimonio y familia
Big Elk se casó con una mujer omaha. Tuvieron un hijo, Standing Elk, y muchas hijas, entre las que destacaron Mitain y Me-um-bane.
En 1814, durante la Guerra de 1812 entre los Estados Unidos y Gran Bretaña, su hija Mitain (también llamada Mitahne) contrajo matrimonio con Manuel Lisa, recientemente nombrado por el gobernador del Territorio de Misuri como agente indio de la zona alta del río Misuri. Lisa, que había sido un comerciante de piel reputado en el territorio omaha durante años, se instaló con ella en Fort Lisa, en el actual estado de Nebraska. .
Lisa y Mitain tuvieron una hija, llamada Rosalie, y un hijo, Christopher. En 1819 Lisa se llevó a Rosalie a St. Louis para que recibiese una educación católica, pero Mitain rechazó concederle la custodia de Christopher, que pasó a educarse con Big Elk y con ella como un hombre de los omaha.
En torno a 1823–24, su otra hija, Me-um-bane, se casó con el comerciante de piel Lucien Fontenelle, perteneciente a una familia criolla francesa de Nueva Orleans.
Big Elk adoptó además al canadiense Joseph LaFlesche como su hijo, criándole como a un discípulo capaz de heredar, como finalmente hizo, el liderazgo de la tribu omaha.